# Nordisk Tidsskrift for Informationsvidenskab og Kulturformidling
Nordisk Tidsskrift for Informationsvidenskab og Kulturformidling er et dansk videnskabeligt tidsskrift.
Tidsskriftet opstod i 2012 og var da en videreførelse af tidsskriftet Dansk Biblioteksforskning der fungerede fra 2004 til 2011. Før da hed tidsskriftet Biblioteksarbejde.
Tidsskriftet har meddelt at det lukkede ned for nye bidrag "i en periode", og siden 2019 har man ikke set nye udgivelser i tidsskriftet.
Ansvarshavende redaktør var da Nanna Kann-Rasmussen.
Tidsskriftet har haft temanumre om for eksempel Wikipedia og den norske tv-serie Skam.
Blandt forfattere der har haft bidrag i tidsskriftet er Michael Nebeling Petersen,
Lene Asp Frederiksen,
Katrine Dirckinck-Holmfeld 
og Anders Søgaard.
Tidsskriftets artikler er digitalt tilgængelig fra tidsskrift.dk-platformen.